# Konstantin Vojnović
Konstantin (Kosto) Vojnović (Herceg Novi, 1832. március 2. – Dubrovnik, 1903. május 20.), szerb származású horvát politikus, jogász, egyetemi tanár, akadémikus, a Zágrábi Egyetem rektora.

## Élete
A montenegrói Herceg Noviban született. Apja, Jovan Vojnović gróf, anyja az ugyancsak szerb Katarina Gojković volt, aki Stevan Stratimirović szerb ortodox metropolita családjából származott. Apja 26 éves korában meghalt, és anyja ezután egy Pelegrini nevű olasz emberhez ment feleségül. Anyja második házasságából két féltestvére született, akik közül Đorđe később bokai polgármester és Zára képviselője volt a dalmát parlamentben, ahol osztrákellenes politikát folytatott.
Ifjúsága nagy részét Dubrovnikban töltötte. 1851-től 1854-ig Bécsben, majd Padovában tanult jogot, ahol 1856-ban jogi doktorátust szerzett. Még ugyanebben az évben ügyvédként kezdett dolgozni, amikor Ivo Radmilli dubrovniki ügyvédi irodájában kapott állást. 1855-ben feleségül vette a dubrovniki olasz Maria de Serraglit, Luigi de Serragli olasz üzletember, tisztviselő és dalmát parlamenti képviselő lányát, akinek anyja horvát volt. Tőle két fia, Iva (1857-1929) és Louis (1864-1951), valamint három lánya Katalin (1856-1928), Eugenia (1866-1956) és Christina (1868-1870) született.
1858-ban Splitbe költözött, ahol önálló ügyvédi irodát nyitott. 1859-ben a Spliti Kereskedelmi Kamara titkárává választották. 1865-ben Splitben ő publikálta az első statisztikai munkát Dalmáciában: „Le condizioni Economiche del circolo di Spalato negli anni 1861-1863.” címmel.
1880-ig a Néppárt tagja volt, amikor belépett a másként gondolkodó Független Néppártba. Támogatta Dalmácia egyesítését Horvátországgal és Szlavóniával. 1864 és 1874 között a dalmát, 1878 és 1884 között a horvát parlament tagja. A zágrábi egyetem jogi karának rendes tanára, majd rektora, valamint a Jugoszláv Tudományos és Művészeti Akadémia rendes tagja volt. Nyugdíjba vonulása után 1891-ben visszatért Dubrovnikba, és Dubrovnik jogtörténetének kutatásának szentelte magát. Dubrovnikban halt meg 1903-ban.

## Munkássága
Fiatal korában a horvát nemzeti identitást választotta, az 1860-as és 1870-es években pedig jelentős szerepet játszott Dalmáciában a horvát nemzeti ideológia formálásában. Bekapcsolódott az 1860-as évek politikai eseményeibe, kinyilvánította Dalmácia feltételes egyesülésének szükségességét Horvátországgal és Szlavóniával, valamint a horvát köznyelv fokozatos bevezetését a közintézményekbe, ugyanakkor elismerte a kulturálisan magasabb szintű olasz nyelvet és Dalmácia politikai egyediségét. Nagy visszhangot váltott ki „Un voto per l’unione” (1861) című olasz nyelvű röpirata, amelyben úgy vélte, hogy Dalmáciának nagy gazdasági és kulturális haszna származna az egyesülésből, és lehetősége nyílna civilizációs küldetésének kiterjesztésére Délkelet-Európában. 
Az 1860-as évek elején úgy gondolta, hogy az olasz nyelvet átmenetileg meg kell őrizni a közügyek hivatalos nyelveként, és tiszteletet kell tanúsítani az olasz kultúra és a múltbeli velencei uralom iránt, amely a múltban Dalmáciában sikeresen védte meg a keresztény civilizációt a törökökkel szemben. A politikai egyesülést fokozatosan képzelte el, azzal a feltétellel, hogy Dalmáciának a későbbiekben is meg kell őriznie bizonyos politikai önkormányzati formákat a hármas királyságon belül. Vojnović a dalmát parlamentben 1864 és 1872 között Kotorban, 1872 és 1874 között Makarskában volt képviselő. Jó barátja volt Mihovil Pavlinovićnak, valamint Miho Klaićnak, akik Néppárt legfontosabb emberei voltak 1860-tól 1880-as évekig Dalmáciában. Különösen a katolikus egyház iránti hűség és az a meggyőződés kötötte össze őket, hogy a katolicizmusnak össze kell kapcsolódnia a nép érdekeinek védelmével.
A kormányzó Néppárton belüli megosztottság szakadáshoz vezetett, és kivált belőle a Független Néppárt nevű csoportosulás, melyben Vojnović alelnökként jelentős szerepet játszott. Eleinte azonban, miután Zágrábba került, nem folytatott politikai tevékenységet. 1878 és 1881 között a diakovári járásból lett a horvát parlament tagja. A kormányzó Néppárttal szembeni ellenállása komoly problémákat okozott neki, többek között 1881 második felében a Zágrábi Egyetem Jogi Karán felfüggesztették professzori tisztségéből. Ekkor a felfüggesztés feloldásáért cserébe lemondott a politikai tevékenységről. Felfüggesztését 1882-ben azzal a figyelmeztetéssel oldották fel, hogy figyeljen politikai magatartására, azaz különösen a parlamenten kívül kevésbé hangsúlyozza ellenzéki álláspontját.
1881 és 1884 között Vojnovićot a diakovári választókerületből újra országgyűlési képviselővé választották. Ekkor azzal tűnt ki, hogy a horvát államjogot és a politikai autonómiát minimumprogramként hirdette. Az 1880-as években élesen bírálta a kormányzó Néppártot, amely előbb Pejácsevich László bán, majd Khuen-Héderváry Károly bán magyarbarát kormányát támogatta. Ennek eredményeként az 1884-es parlamenti választáson kis híján alulmaradt egy kormánypárti jelölttel szemben.
Ezt követően ügyvédként dolgozott Dalmáciában egészen 1884-ig, amikor kinevezték a polgári jog rendes tanárává az újonnan alapított Zágrábi Egyetem jogi karán. Vojnovic a politikai helyzetet kommentálva az ellenzék viszályát, a kormánypárt engedékenységét, a szektásságot és az általános elcsüggedést bírálta, ami a horvát autonómia maradványainak megsemmisítésével fenyegetett. Az 1880-as évek második felében különösen gyakran panaszkodott az ellenzéki pártok – a Független Néppárt, a Jog Párt és a Centrum – közötti nézeteltérésekre, amelyek folyamatosan polemizáltak vagy próbáltak együttműködést kialakítani, de a legalapvetőbb kérdésekben sem tudtak megegyezni. Vojnović szerint mindez hozzájárult Horvátország hanyatlásához és formális magyar tartománnyá alakulásához, elősegítve a korrupt magyar kormány törvénytelen magatartását. Vojnović könyörgött Josip Juraj Strossmayer püspöknek, hogy erkölcsi hírnevét felhasználva járuljon hozzá az ellenzéki pártok közeledéséhez, de Strossmayer eltökélte, hogy elutasít minden közvetlen politikai tevékenységet.

## Fő művei
- Le Condizioni Economiche Del Circolo Di Spalato negli anni 1861-63. (1865.)[10]
- O državnom ustrojstvu republike Dubrovačke (1891.)
- Sudbeni ustroj republike dubrovačke (1892.)
- Bibliografski pabirci iz dubrovačkijeh arkiva (1895.)
- Crkva i država u Dubrovačkoj republici (1895.)
- Prilozi k arhivalnijem pabircima dubrovačkijem (1896.)
- Dodatak raspravi: Državni rizničari republike Dubrovačke (1896.)
- Državni rizničari republike Dubrovačke (1896.)
- Carinski sustav Dubrovačke republike (1896.)
- Bratovštine i obrtne Korporacije u republici dubrovačkoj: od XIII. do konca XVIII. vijeka, I–II. (1899.)

## Emlékezete
1933 óta Zágrábban utca viseli a nevét.

## Fordítás
Ez a szócikk részben vagy egészben  a   Kosto Vojnović című horvát Wikipédia-szócikk ezen változatának fordításán alapul.  Az eredeti cikk szerkesztőit annak laptörténete sorolja fel. Ez a jelzés csupán a megfogalmazás eredetét és a szerzői jogokat jelzi, nem szolgál a cikkben szereplő információk forrásmegjelöléseként.